# Ванінський район
Ва́нінський район (рос. Ванинский район) — район у складі Хабаровського краю Російської Федерації.
Адміністративний центр — селище міського типу Ваніно.

## Історія
5 червня 1958 року із частини міста Совєтська Гавань було утворено селище Ваніно.
Район був утворений 27 грудня 1973 року із частини Совєтсько-Гаванського району.

## Населення
Населення — 33018 осіб (2019; 37310 в 2010, 42235 у 2002).

## Адміністративний поділ
Район адміністративно поділяється на 2 міських поселення та 8 сільських поселень:
| Поселення                         | Площа, км² | Населення, осіб (2002) | Населення, осіб (2010) | Населення, осіб (2019) | Центр          | Населені пункти |
| --------------------------------- | ---------- | ---------------------- | ---------------------- | ---------------------- | -------------- | --------------- |
| Ванінське міське поселення        | 31,22      | 19180                  | 17001                  | 15314                  | Ваніно         | 1               |
| Високогорненське міське поселення | 956,00     | 4171                   | 3427                   | 2902                   | Високогорний   | 5               |
| Октябрське міське поселення       | 122,00     | 6524                   | 6240                   | 5650                   | Октябрський    | 1               |
| Даттинське сільське поселення     | 540,00     | 790                    | 659                    | 579                    | Датта          | 2               |
| Кенадське сільське поселення      | 920,00     | 968                    | 805                    | 703                    | Кенада         | 2               |
| Монгохтинське сільське поселення  | 320,00     | 4372                   | 4120                   | 3723                   | Монгохто       | 1               |
| Токинське сільське поселення      | 56,00      | 2661                   | 2505                   | 2143                   | Токі           | 1               |
| Тулучинське сільське поселення    | 432,00     | 921                    | 726                    | 589                    | Тулучі         | 3               |
| Тумнінське сільське поселення     | 364,00     | 1352                   | 1000                   | 854                    | Тумнін         | 1               |
| Уська-Орочське сільське поселення | 408,00     | 1296                   | 827                    | 561                    | Уська-Орочська | 3               |

## Найбільші населені пункти
| №  | Місто          | Населення, осіб (2002) | Населення, осіб (2010) |
| -- | -------------- | ---------------------- | ---------------------- |
| 1  | Ваніно         | 19180                  | 17001                  |
| 2  | Октябрський    | 6524                   | 6240                   |
| 3  | Монгохто       | 4372                   | 4120                   |
| 4  | Високогорний   | 4044                   | 3376                   |
| 5  | Токі           | 2661                   | 2505                   |
| 6  | Тумнін         | 1352                   | 1000                   |
| 7  | Уська-Орочська | 1242                   | 813                    |
| 8  | Кенада         | 940                    | 775                    |
| 9  | Тулучі         | 868                    | 698                    |
| 10 | Датта          | 786                    | 652                    |